# Sania Mirza
Sania Mirza (n. 15 noiembrie 1986, Mumbai, Maharashtra, India) este o jucătoare profesionistă de tenis din India. A câștigat 5 turnee de Grand Slam, două la dublu, alături de Martina Hingis, și 3 la dublu mixt.

## Finale deGrand Slam

### Dublu seniori: 3 (2–1)
| Rezultat   | An   | Turneu      | Suprafață | Partener       | Adversar                           | Scor               |
| Finalist   | 2011 | French Open | Zgură     | Elena Vesnina  | Andrea Hlaváčková Lucie Hradecká   | 4–6, 3–6           |
| Câștigător | 2015 | Wimbledon   | Iarbă     | Martina Hingis | Ekaterina Makarova Elena Vesnina   | 5–7, 7–6(7–4), 7–5 |
| Câștigător | 2015 | US Open     | Hard      | Martina Hingis | Casey Dellacqua Yaroslava Shvedova | 6–3, 6–3           |

### Dublu mixt: 5 (3–2)
| Rezultat   | An   | Turneu          | Suprafață | Partener        | Adversar                               | Scor             |
| Finalist   | 2008 | Australian Open | Hard      | Mahesh Bhupathi | Sun Tiantian Nenad Zimonjić            | 6–7(4–7), 4–6    |
| Câștigător | 2009 | Australian Open | Hard      | Mahesh Bhupathi | Nathalie Dechy Andy Ram                | 6–3, 6–1         |
| Câștigător | 2012 | French Open     | Zgură     | Mahesh Bhupathi | Klaudia Jans-Ignacik Santiago González | 7–6(7–3), 6–1    |
| Finalist   | 2014 | Australian Open | Hard      | Horia Tecău     | Kristina Mladenovic Daniel Nestor      | 3–6, 2–6         |
| Câștigător | 2014 | US Open         | Hard      | Bruno Soares    | Abigail Spears Santiago González       | 6–1, 2–6, [11–9] |

### Dublu juniori: 1 (1–0)
| Rezultat   | An   | Turneu    | Suprafață | Partener         | Adversar                            | Scor          |
| Câștigător | 2003 | Wimbledon | Iarbă     | Alisa Kleybanova | Kateřina Böhmová Michaëlla Krajicek | 2–6, 6–3, 6–2 |